# Santa Marta

Pierwszy herb Santa Marty

Santa Marta – miasto w północnej Kolumbii, nad Morzem Karaibskim, u podnóża masywu Sierra Nevada de Santa Marta. Jest ośrodkiem administracyjnym departamentu Magdalena. Według spisu ludności z 30 czerwca 2018 roku miasto liczyło 455 299 mieszkańców. 

## Charakterystyka
Miasto zostało założone w 1525 roku, przez co jest najstarszym miastem Kolumbii. Jest ośrodkiem handlowym regionu rolniczego, w którym uprawia się m.in. banany i kawowce. Ponadto Santa Marta jest portem handlowym (wywóz bananów) i rybackim. W mieście rozwinięty jest przemysł spożywczy oraz turystyka. W Santa Marta działa uniwersytet techniczny założony w 1962 roku. W mieście funkcjonuje port lotniczy Santa Marta-Simón Bolívar. Ponadto Santa Marta jest siedzibą najstarszej diecezji rzymskokatolickiej w Kolumbii.

## Zabytki
W Santa Marta znajdują się takie zabytki jak:
- zamek San Juan z XVII wieku
- zamek San Vicente z XVII wieku
- fort San Antonio z XVIII wieku
- fort San Felipe z XVIII wieku
- stara katedra z przełomu XVII/XVIII wieku
- nowa katedra z 2. połowy XVIII wieku

## Urodzeni w Santa Marta
- Radamel Falcao, reprezentant Kolumbii w piłce nożnej[5]
- Carlos Valderrama, reprezentant Kolumbii w piłce nożnej[6]

## Współpraca
Miasto Santa Marta ma międzynarodowe umowy o współpracy z takimi miastami jak: 
- Bucaramanga, Kolumbia
- Cocoa Beach, Stany Zjednoczone
- Miami Beach, Stany Zjednoczone
- Moyobamba, Peru
- Riohacha, Kolumbia